# Старобинский район
Старобинский район — административно-территориальная единица в составе Белорусской ССР, существовавшая в 1924—1962 годах. Центр — местечко (с 1938 — городской посёлок) Старобин.

## История
Старобинский район был образован в 1924 году в составе Слуцкого округа. В 1926 году площадь района составляла 1336 км², а население 35,2 тыс. чел. В 1927 году район с упразднением Слуцкого округа был передан в Бобруйский округ.
В 1930 году, когда была упразднена окружная система, Старобинский район перешёл в прямое подчинение БССР. В 1935 году включён в состав вновь образованного Слуцкого округа. При введении областного деления в 1938 году включён в Минскую область. В 1944—1954 годах входил в Бобруйскую область. После ликвидации последней возвращён в Минскую область.
По данным на 1 января 1947 года район имел площадь 1,4 тыс. км². В его состав входил городской посёлок Старобин и 13 сельсоветов: Долговский, Домановичский, Зажевичский, Копацевичский, Краснодворецкий, Листопадовичский, Мазурщинский, Метявичский, Погостский, Сухомильский, Чепелевский, Червоноозерский, Чижевичский.
20 января 1960 года в состав Старобинского района из упразднённого Ленинского района переданы сельсоветы Милевичский, Хоростовский и Яськовичский.
В декабре 1962 года Старобинский район был упразднён, а его территория вошла в Любанский район.